# Dancin’ Away With My Heart
«Dancin’ Away With My Heart» — песня американского кантри-трио Lady Antebellum. Она была выпущена 12 декабря 2011 года в качестве третьего сингла их четвёртого студийного альбома Own the Night. Песня была написана Хиллари Скотт, Чарльзом Келли, Дэйвом Хейвудом и Джошем Киром. Она вошла в топ-5 хитов и в ней вокально лидируют Скотт и Келли.

## Отзывы
Билли Дьюкс из Taste of Country дал песне три с половиной звезды из пяти, заявив, что она «нацелена на середину кантри-попа, но оставляет желать немного большей глубины». Кевин Джон Койн из Country Universe дал песне оценку D, написав, что «она недостаточно плоха, чтобы быть оскорбительной», и «она недостаточно реальна, чтобы быть плохой».

## Музыкальное видео
Музыкальное видео было снято Адамом Ботманом и впервые представлено в феврале 2012 года. Это было резервное видео после того, как в декабре был снят высокобюджетный оригинальный клип, который так и не был выпущен.

## Позиции в чартах
«Dancin' Away with My Heart» дебютировала на 57-м месте в чарте Billboard Hot Country Songs в неделю с 24 декабря 2011 года. И вскоре достигла второго места, уступив вершину хитам «Drink on It» Блейка Шелтона и «Banjo» группы Rascal Flatts.

| Чарт (2011—2012)                    | Высшая позиция |
| ----------------------------------- | -------------- |
| Канада (Billboard Canadian Hot 100) | 65             |
| Канада (Billboard AC)               | 33             |
| Канада (Billboard Country)          | 1              |
| США (Billboard Hot 100)             | 46             |
| США (Billboard Hot Country Songs)   | 2              |

| Чарт (2012)                        | Позиция |
| ---------------------------------- | ------- |
| США (Hot Country Songs, Billboard) | 19      |

## Сертификации
| Регион                                                      | Сертификация | Продажи  |
| ----------------------------------------------------------- | ------------ | -------- |
| США (RIAA)                                                  | Золотой      | 500 000^ |
| ^ Данные о тиражах приведены только на основе сертификации. |              |          |